# بيل ستين
بيل ستين (بالإنجليزية: Bill Steen)‏ هو لاعب كرة قاعدة أمريكي، ولد في 11 نوفمبر 1887 في بيتسبرغ في الولايات المتحدة، وتوفي في 13 مارس 1979 في سيغنال هيل في الولايات المتحدة.

## وصلات خارجية
- بيل ستين على موقعبيزبول رفرنس.كوم (الدوري الرئيسي) (الإنجليزية)